# Émetteur de Tramoyes
L'émetteur de Tramoyes était un émetteur TSF un émetteur ondes moyennes, construit en 1934. Ses émissions sont interrompues le 3 janvier 2016, et le 15 décembre 2023 l'antenne est abattue, par dynamitage. Il était situé à Tramoyes dans le département de l'Ain, et constituait alors l'une des plus hautes structures françaises et la plus haute du département de l'Ain.

## Histoire
L'émetteur est construit en 1934. L'antenne mesurait 224 mètres ; elle constituait l'une des plus hautes structures françaises et la plus haute du département de l'Ain.
La station d'une puissance de 300 kW, émettait le programme de France Info sur 603 kHz (498 mètres), et couvrait une grande partie du couloir Rhône-Saône.
L'émetteur est arrêté le 3 janvier 2016. Le 15 décembre 2023 à 13h07, le pylône est dynamité.